# Khuê oán
Khuê oán (閨怨) là một trong số bài thơ hay của Vương Xương Linh (? - khoảng 756), một trong những tác giả lớn thời Thịnh Đường trong lịch sử Trung Quốc.

## Tác giả
Vương Xương Linh là người Kinh Triệu, Trường An (nay thuộc tỉnh Thiểm Tây, Trung Quốc).
Năm Khai Nguyên thứ 15 (727) đời Đường Huyền Tông (ở ngôi: 712-756), ông thi đỗ Tiến sĩ. Bảy năm sau (734), ông lại đỗ khoa Bác học hoành từ, lần lượt trải chức: Bí thư sảnh, Hiệu thư lang, huyện úy huyện Dĩ Thủy .
Năm Khai Nguyên thứ 28 (740), vì phạm lỗi ông bị giáng làm Giang Ninh thừa . Rồi vì những vụn vặt, ông lại giáng làm Long Tiêu úy. Cuối năm 755, tướng An Lộc Sơn dấy binh. Sau đó, Vương Xương Linh trở về làng thì bị viên Thứ sử ở địa phương tên là Lư Khưu Hiển giết chết vì tư thù  khoảng năm 756.
Ông sở trường thơ thất ngôn tuyệt cú. Xưa nay, với tài thơ thất tuyệt, ông được sánh ngang với Lý Bạch .

## Thi phẩm
閨怨  
閨中少婦不知愁，
春日凝妝上翠樓。
忽見陌頭楊柳色，
悔教夫婿覓封侯。
Khuê oán
Khuê trung thiếu phụ bất tri sầu,
Xuân nhật ngưng trang thượng thuý lâu.
Hốt kiến mạch đầu dương liễu sắc,
Hối giao phu tế mịch phong hầu.

#### Dịch nghĩa
Người thiếu phụ nơi phòng khuê không biết buồn,
Ngày xuân trang điểm đẹp đẽ bước lên lầu biếc.
Chợt thấy màu dương liễu tốt tươi ở đầu đường,
Bỗng hối hận đã để chồng đi tòng quân để kiếm phong hầu.
Bài thơ có 4 câu, không rõ năm sáng tác, làm theo thể thơ Đường luật, dạng thất ngôn tuyệt cú.
| Phiên âm Hán-Việt: Khuê trung thiếu phụ bất tri sầu Xuân nhật ngưng trang THƯỢNG thúy lâu Hốt kiến mạch đầu dương liễu sắc Hối giao phu tế mịch phong hầu. |  | Bản dịch nghĩa thơ: (trẻ trung nàng chi sầu Ngày xuân trang điểm lên lầu ngắm gương nhác trông vẻ liễu bên đường Khác với những bài thơ thuộc chủ đề biên tái, miêu tả tâm trạng, tình cảm… của người trực tiếp ra chiến trận, Khuê oán mang nỗi sầu của người thiếu phụ có chồng đang tham gia chinh chiến. Người đàn bà này trẻ tuổi ở nơi khuê các, thơ dại không biết gì, chỉ khi thấy cảnh xuân mới biết là mình nhớ chồng . - Chinh phụ ngâm của Đặng Trần Côn, bản dịch của Đoàn Thị Điểm và Phan Huy Ích - Cung oán ngâm khúc của Nguyễn Gia Thiều - Trần Đình Sử, mục từ Vương Xương Linh in trong Từ điển văn học (bộ mới). Nhà xuất bản Thế giới, 2004. - Sở nghiên cứu văn học thuộc Viện Khoa học xã hội Trung Quốc biên soạn (1993), Lịch sử văn học Trung Quốc (Tập II), Bản dịch do Nhà xuất bản Giáo dục Việt Nam ấn hành, 1993. - Trần Trọng Kim, Đường thi. Nhà xuất bản Tân Việt, Sài Gòn, 1974. - Nhiều người soạn, Thơ Đường (Tập I). Nhà xuất bản Văn học, Hà Nội, 1987. 1. 2. 3. 4. 5. 6. 7. |  |